# Більмачівська сільська рада
Більмачі́вська сільська́ ра́да — адміністративно-територіальна одиниця та орган місцевого самоврядування в Ічнянському районі Чернігівської області. Адміністративний центр — село Більмачівка.

## Загальні відомості
- Територія ради: 28,35 км²
- Населення ради: 715 осіб (станом на 2001 рік)

Більмачівська сільська рада зареєстрована 1990 року. Стала однією з 27-ти сільських рад Ічнянського району і одна з 8-ми, яка складається з одного населеного пункту.
На території сільради діє Більмачівська ЗОШ І-ІІІ ст. і Більмачівський ДНЗ

## Населені пункти
Сільській раді були підпорядковані населені пункти:
- с. Більмачівка

## Склад ради
Рада складалася з 12 депутатів та голови.
- Голова ради: Міщенко Сергій Степанович

### Керівний склад попередніх скликань
| Прізвище, ім'я, по батькові | Основні відомості                                                                       | Дата обрання | Дата звільнення |
| --------------------------- | --------------------------------------------------------------------------------------- | ------------ | --------------- |
| Міщенко Олексій Степанович  | Сільський голова, 1957 року народження, член Народної партії                            | 26.03.2006   | 31.10.2010      |
| Міщенко Сергій Степанович   | Сільський голова, 1958 року народження, освіта середня спеціальна, член Партії регіонів | 31.10.2010   |                 |

Примітка: таблиця складена за даними сайту Верховної Ради України

### Депутати
За результатами місцевих виборів 2010 року депутатами ради стали:

#### За суб'єктами висування
| Суб'єкт висування | Кількість обраних депутатів | %    |
| ----------------- | --------------------------- | ---- |
| Партія регіонів   | 9                           | 75   |
| Народна партія    | 2                           | 16,7 |
| Самовисування     | 1                           | 8,3  |

#### За округами
| № округу        | Прізвище, ім'я, по батькові   | Дата визнання обраним | Освіта  | Партійна приналежність | Відомості про обраного депутата                               |
| --------------- | ----------------------------- | --------------------- | ------- | ---------------------- | ------------------------------------------------------------- |
| Народна Партія  |                               |                       |         |                        |                                                               |
| 3               | Кот Ігор Григорович           | 02.11.2010            | середня | член Народної партії   | ПП «ПМК-95», інженер                                          |
| 4               | Міщенко Федосій Іванович      | 02.11.2010            | середня | позапартійний          | пенсіонер                                                     |
| Партія регіонів |                               |                       |         |                        |                                                               |
| 1               | Топтун Надія Луківна          | 02.11.2010            | середня | член Партії регіонів   | пенсіонер                                                     |
| 2               | Кураш Олександр Іванович      | 02.11.2010            | середня | член Партії регіонів   | ПП «Агротрейдер», водій                                       |
| 5               | Кураш Валентина Іванівна      | 02.11.2010            | середня | член Партії регіонів   | Більмачівська сільська рада, бухгалтер                        |
| 6               | Пікуль Ганна Кирилівна        | 02.11.2010            | середня | член Партії регіонів   | пенсіонер                                                     |
| 7               | Муха Надія Василівна          | 02.11.2010            | середня | член Партії регіонів   | Більмачівська сільська рада, секретар                         |
| 8               | Корнєва Ганна Захарівна       | 02.11.2010            | середня | член Партії регіонів   | Більмачівський фельдшерсько-акушерський пункт, молодша сестра |
| 9               | Ткаченко Ольга Петрівна       | 02.11.2010            | вища    | член Партії регіонів   | Більмачівська загальноосвітня школа І-ІІІ ст., вчитель        |
| 10              | Берус Людмила Михайлівна      | 02.11.2010            | середня | член Партії регіонів   | Мартинівська сільська рада, бухгалтер                         |
| 11              | Романчук Василь Михайлович    | 02.11.2010            | середня | член Партії регіонів   | Більмачівська загальноосвітня школа І-ІІІ ст., кочегар        |
| Самовисування   |                               |                       |         |                        |                                                               |
| 12              | Прокопенко Світлана Василівна | 02.11.2010            | вища    | позапартійна           | Більмачівська загальноосвітня школа І-ІІІ ст., вчитель        |